# Żelazna (powiat grójecki)
Żelazna – wieś sołecka w Polsce położona w województwie mazowieckim, w powiecie grójeckim, w gminie Chynów.
Wieś królewska położona była w drugiej połowie XVI wieku w powiecie czerskim  ziemi czerskiej województwa mazowieckiego.

## Historia
Pierwsza pisana wzmianka o wsi jest z roku 1414.
W XV w. - wieś szlachecka - właściciel Mikołaj Gemza. W 1512 roku - właścicielem był Staniszewski. Należała do parafii w Sobikowie.
W roku 1827 we wsi jest 13 domów z 101 mieszkańcami.
W I połowie XIX wieku w skład majątku Żelazna wchodziły wsie: Rososz, Rososzka, Dobiecin, Karczunek, W tym okresie właścicielem majątku był Jan Wincenty Bandtkie, profesor Uniwersytetu Warszawskiego, historyk prawa. Majątek powiększył nowy właściciel Maurycy Blum – współwłaściciel cukrowni warszawskiej, o wsie: Widok, Grobice, Pęcław. Razem majątek miał pow. ok. 12 500 mórg - jeden z większych w grójeckim.
W roku 1880 we wsi jest 18 osad włościańskich o pow. 93 mórg ze 180 mieszkańcami. Majątek ziemski miał już pow. 1094 mórg.
1929 - we wsi był wiatrak; wł. M. Altman i B. Domosławski.
Do II wojny światowej należała do Gminy w Czersku.
W latach 1975–1998 miejscowość należała administracyjnie do województwa radomskiego.